# Véhicule propre
 (décembre 2020).
Si vous disposez d'ouvrages ou d'articles de référence ou si vous connaissez des sites web de qualité traitant du thème abordé ici, merci de compléter l'article en donnant les références utiles à sa vérifiabilité et en les liant à la section « Notes et références ».
Un véhicule propre est un véhicule produisant peu d'émissions polluantes lors de son utilisation. Ces émissions polluantes sont calculées par unité de charge transportée (ou par personne) au kilomètre sans intégrer l'ensemble du cycle de vie du véhicule.
En réalité, aucun véhicule n'est réellement propre. Tous émettent des polluants et des gaz à effet de serre lors de leur fabrication, de leur utilisation et de leur fin de vie, et ont recours à un vecteur énergétique qui est lui aussi fabriqué.
On distingue les véhicules dits « zéro émission », c'est-à-dire qui n’émettent aucune pollution directe (d’échappement), des véhicules décarbonés, qui émettent peu de CO2. Le premier terme, comme celui de véhicule « propre », est régulièrement critiqué et parfois condamné comme relevant de l'écoblanchiment (greenwashing).

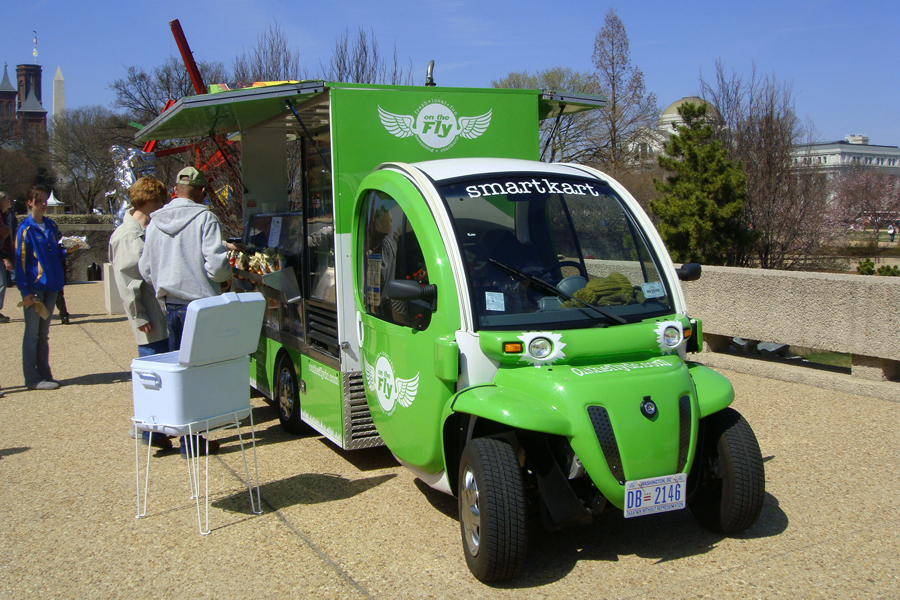
Le GEM LXD, véhicule présenté comme à « zéro émission » par son constructeur (ici à Washington).

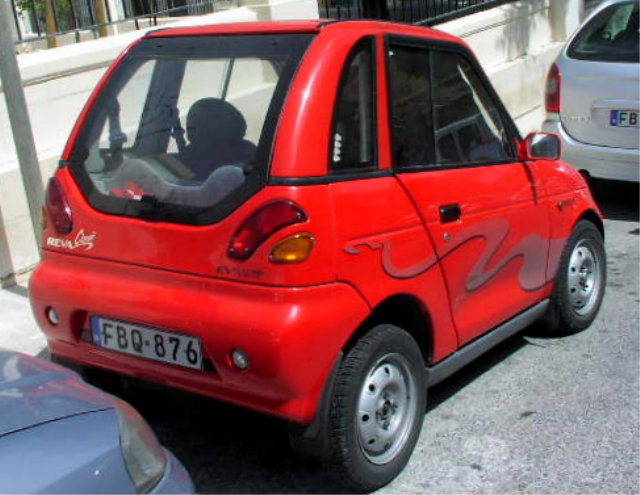
Version indienne REVA de la voiture électrique « à zéro émission » (VZE) commercialisée dans plusieurs pays d'Europe.

## Histoire
Le transport est devenu l'une des premières sources de pollution. Les véhicules automobiles, massivement développés et diffusés au cours du XXe siècle, étaient en effet conçus avant le choc pétrolier de 1973 sur des critères de performances, de confort, et de coût (d'achat et, dans une moindre mesure, de fonctionnement), et après cette date, en y ajoutant un objectif de faible consommation. Si le virage de 1973 allait dans le sens de l'efficacité, il ne prenait pas en compte la question des émissions nocives. Celle-ci ne sera abordée que vers la fin des années 1970 aux États-Unis avec les premiers carburants sans plomb en Californie.
Au cours des premières décennies du XXIe siècle, l'émission de gaz à effet de serre produit par les véhicules neufs diminue sensiblement. Bien que le rendement des moteurs ait augmenté, l'augmentation de poids dû aux exigences de sécurité (résistance aux essais de choc et multiplication des équipements) ainsi que l'augmentation de puissance réduisent l'impact des avancées technologiques. L'utilisation de véhicules plus grands et moins aérodynamiques influe aussi négativement sur la consommation. Par exemple, le poids des véhicules en Suisse augmente de 42 % entre 1990 et 2019. La puissance a elle cru de 25% entre 2001 et 2015 pour les voitures immatriculées dans l'Union européenne .

## Terminologie

### Véhicule «propre»
En pratique, il n'existe aucun véhicule absolument propre. Tous, y compris ceux utilisant la force humaine ou animale (vélo, skate, calèche), émettent des polluants et des gaz à effet de serre lors de leur fabrication, de leur utilisation et de leur fin de vie.
- La fabrication du véhicule lui-même emploie une importante énergie grise et de nombreuses ressources. Par exemple, l'acier des carrosseries et du moteur nécessite une industrie sidérurgique lourde, qui reste parmi les premiers responsables des émissions de CO2 ; la fabrication de l'aluminium, des céramiques ou de la fibre de carbone consomme une énergie considérable ; les plastiques proviennent essentiellement du pétrole, etc.
- La fabrication des batteries au lithium fait appel à des procédés d'extraction[Note 1] émetteurs de CO2[5] et pose des problèmes environnementaux[6] : libération de dioxyde de soufre et de chlore[7] dans les cours d'eau, excavations ou effondrements des surfaces, réquisition de terrains (tels les sites protégés et touristiques des salars d'Uyuni et d’Atacama)[8].
- Les vecteurs énergétiques (électricité, hydrogène, etc.) requièrent des filières de production polluantes et néfastes.
- L'usure et le fonctionnement des véhicules sont sources de consommables usés (pneus, batteries, etc.) ainsi que de pertes de fluides (liquides de freins, frigorigènes, huiles lourdes) et de particules (suies, métaux, gomme des pneus et plaquettes de freins, micro ou nanoparticules des pots catalytiques…).
- Les véhicules hors d'usage (VHU), classés déchets dangereux, représentent en France 1,5 million d'unités par an[9], dont 500 000 sont traitées ou exportées illégalement malgré la réglementation en vigueur. Les efforts d'écoconception[10], depuis l'application de celle-ci, laissent encore à entreposer 5 % de la masse initiale de déchets, qui représentent une menace pour les sols et les eaux.
- Enfin, les véhicules à roues nécessitent des infrastructures lourdes : routes, ponts, tunnels, parkings, réseaux d'éclairage générant une pollution lumineuse, réseaux de distribution de carburant ou de recharge de batteries, etc. Ces infrastructures génèrent 297 Mt de déchets par an, pour le réseau routier français seul[11] et contribuent à la fragmentation écologique des milieux, à la pollution par le sel de déneigement[12], au « roadkill », etc.

La notion de véhicule propre est donc abusive : certains véhicules sont moins polluants que d'autres, mais aucun véhicule à moteur n'est totalement propre, quel que soit son mode de propulsion. À ce titre, de nombreuses publicités ont été sanctionnées par le Jury de déontologie publicitaire de l'Autorité de régulation professionnelle de la publicité française,,, les constructeurs automobiles ayant fait preuve d'écoblanchiment. Le terme a été critiqué comme relevant du greenwashing.

### Véhicule décarboné
Le terme de « véhicule décarboné » désigne les véhicules dont le niveau d'émission de CO2 à l'échappement est significativement réduit, qu'il s'agisse de véhicules entièrement électriques ou de véhicules hybrides rechargeables.
Le terme peut être considéré comme abusif, eu égard aux émissions générées lors de la construction, du fonctionnement et de la fin de vie de tout véhicule.

### Transport terrestre avancé
La notion de Transport terrestre avancé, développée au Québec, est associée au concept de recherche et développement dans le transport « durable ». Elle inclut la démonstration, la fabrication et l'intégration de techniques innovatrices améliorant l'efficacité énergétique des véhicules, diminuant la congestion routière, la pollution et les émissions de gaz à effet de serre, en contribuant à améliorer la sécurité et la qualité de vie. Le « transport terrestre avancé » s'applique notamment aux :
- modes de transport (individuels et collectifs) de biens et personnes ; les modes collectifs ou partagés étant réputés énergétiquement et environnementalement les plus efficaces ;
- infrastructures optimisées (dont voies réservées au transport collectif, stationnements ou horaires incitatifs), infrastructures de recharge ;
- équipements intelligents ;
- gestion intégrée plus efficiente, intermodale et en temps réel des transports (systèmes d'information, télégestion, assistance informatique, etc.), programme-employeur, covoiturage, systèmes de transport intelligent, parcs de véhicules plus écologiques, voitures partagées ou en libre service, vélos en libre-service, etc. ;
- intégration plus en amont des alternatives et de l'intermodalité, dans l'aménagement du temps et du territoire (schémas régionaux de transport, SRADT, etc. en France) ;
- réglementations progressistes tenant compte de la sécurité des usagers, des exigences de la circulation, du partage de la voie publique et de l'environnement (définition et articulation du concept au Canada : Centre National du Transport Avancé - CNTA[19], et Forum sur la mobilité urbaine et le transport avancé - MUTA).

Ces deux concepts (« véhicule propre », « véhicule décarboné ») sont également associés au Transport terrestre avancé (TTA) et, en France, ils sont, ainsi que le « Véhicule thermique avancé » et les véhicules électriques, intégrés dans les filières prétendues « vertes » prioritaires identifiées par le Commissariat général au développement durable, dont le rapport[réf. incomplète] considère aussi le besoin de développer les sources propres d'électricité, une filière verte de production de batteries moins polluantes et plus légères et/ou une filière de biocarburants de troisième génération.

## Problématique

### Pollution et effet de serre
Parmi les problèmes environnementaux posés par les transports, deux se distinguent :
- la pollution, qui consiste en une question de santé publique immédiate. Les moteurs thermiques conventionnels relâchent des produits directement toxiques qui peuvent présenter une concentration dangereuse pour l'homme. Le risque principal porte sur le système respiratoire[21],[22] ;
- les gaz à effet de serre, principalement le dioxyde de carbone en ce qui concerne les transports, qui n'ont pas de toxicité directe mais qui sont une cause importante du réchauffement climatique à l'échelle planétaire.

La notion de « véhicule propre » recouvre souvent ces deux questions dont le traitement n'est pas nécessairement compatible.

### Mobilité
À la fin du XXe siècle, les normes d'émission se sont fortement durcies, notamment par l'introduction des normes européennes d'émission Euro. Les constructeurs ont donc été incités à réduire les émissions de produits toxiques et de polluants des véhicules. De plus, la prise en compte de l'ensemble de la filière a mis en évidence l'importance de la composition des carburants.
Mais dans le même temps, le parc automobile et le nombre de kilomètres parcourus augmentent et le poids croissant et la climatisation des véhicules modernes neutralisent les gains de consommation réalisés grâce à l'amélioration des moteurs. La question de pollution par les transports peut être attaquée en créant des véhicules moins polluants, mais aussi en envisageant une réorganisation profonde des transports, pas forcément plus onéreuse. Par exemple aux heures de pointe, ce sont 21 000 véhicules qui font du quasi sur-place sur les 35 km du périphérique parisien, ce qui représente un capital immobilisé d'environ 210 millions € ainsi que 4 525 000 heures perdues par an.

### Filière énergétique
Les véhicules peuvent être moins polluants, mais ne fonctionnent pas nécessairement avec un carburant issu d'une filière énergétique qui soit propre. Pour mémoire, la dépense énergétique actuelle de l'automobile en France équivaut à sa dépense énergétique électrique[réf. nécessaire]. Si l'électricité est utilisée pour l'automobile ou pour créer des vecteurs d'énergie (hydrogène, air comprimé), cela pourrait dans le pire des cas signifier un quasi doublement de la capacité nucléaire française actuelle, ou la génération de l'équivalent de la capacité nucléaire à l'aide de centrales au charbon, ou issues d'un carburant comme le pétrole. Pour cette raison, certains considèrent que le terme de véhicule propre est usurpé, ou que pour le moins les véhicules prétendus « propres » ne résolvent rien puisque leur utilisation revient à déplacer le problème de la pollution.
D'autres avancent qu'il est plus facile de « nettoyer » une filière de production énergétique que des millions de véhicules individuels. Les véhicules « propres » sortiraient en tout état de cause la pollution des villes. Cet argument néglige cependant le fait que la consommation d'électricité associée à l'utilisation des véhicules électriques peut très naturellement se faire en dehors des périodes de pointe d'utilisation du réseau, en rechargeant les batteries la nuit ou en profitant de la surcapacité du réseau pendant les périodes creuses pour produire des vecteurs d'énergie (hydrogène, air comprimé). Cela aurait pour effet de mieux répartir et d'optimiser la capacité actuelle du réseau, qui est dimensionné pour les périodes de pointe.
Selon l'association pronucléaire Sauvons le climat, utiliser une production d'électricité par le biais du nucléaire, les émissions de CO2 étant quasi nulles avec ce vecteur, les gains en émissions pourraient être bien réels. L'association mentionne également fréquemment la possibilité d'utiliser des dispositifs de captage/stockage du CO2 sur les sites de production charbon notamment, ce qui soutient l'argument précédent en termes de « nettoyage » facilité.
Cette position néglige les graves pollutions générées par l'industrie nucléaire tout au long de sa filière (des mines d'uranium aux déchets radioactifs), pollutions dont serait coresponsable un parc de voitures électriques rechargées par des centrales nucléaires.
La filière des biocarburants dits de « première génération » est régulièrement critiquée par certains rapports et publications de chercheurs (Science Express par exemple) : l'énergie nécessaire à l'exploitation agricole du bio-éthanol engendrerait une augmentation de 20 % des émissions de CO2. Pour autant, une étude de l'ADEME de septembre 2009 est venue tempérer ce constat, et semble confirmer l'intérêt du Superéthanol E85 qui s'équilibre entre fabrication (qui consomme du CO2) et émissions par la suite du véhicule. Une distinction entre Diester (à base d'oléagineux, incorporé à 30 % dans le B30, parmi lesquels l'huile de palme est particulièrement pointée du doigt), et le superéthanol (en France, à base de Betterave 50 %, maïs 20 %, blé 10 %, 20 % autres dont déchets viniques)[réf. incomplète] doit être faite. Si les premiers sont essentiellement importés en France, les seconds sont produits pour la plupart en France, ce qui diminue d'autant le coût écologique du transport.

## Carburants
Les carburants peuvent être d'origines organiques, synthétiques ou fossiles.

### Agrocarburants
Les biocarburants, ou agrocarburants, sont des carburants produits à partir de la biomasse. Le Brésil utilise le bioéthanol (canne à sucre transformée en éthanol) comme carburant automobile. L'éthanol et les huiles végétales et le biodiesel sont utilisés dans les transports, le méthane (ou biogaz) issu de la fermentation des déchets est généralement destiné à la production d'électricité et pour chauffer des bâtiments. Son utilisation pour propulser un véhicule, comparable à celle du GNV (qui est le plus souvent un produit d'origine fossile, comme le gazole), reste encore très marginale.
L'utilisation des agrocarburants peut être intéressante du point de vue de la production de dioxyde de carbone (CO2) et de l'effet de serre qu'il implique. Le carbone des agrocarburants provient de l'atmosphère et ne fait que retourner d'où il vient lors de sa combustion alors que les carburants fossiles libèrent dans l'atmosphère du carbone initialement stocké sous terre.

### GPL
Le GPL (gaz de pétrole liquéfié) utilisé dans les transports est un mélange de butane (C4H10) et de propane (C3H8). Il est mis au point dès 1910 aux États-Unis par l'ingénieur H. Stukman de la Riverside Oil Company, originellement pour récupérer les gaz évaporés des bacs à ciel ouvert contenant des essences minérales, produit de l'extraction du gaz naturel. Les premiers essais pour la carburation automobile débutent dès 1912 et se mettent en place de façon plus large dès la fin des années 1920 aux États-Unis. La France est le premier pays européen à l'introduire en 1932 pour l'usage domestique mais attendra 1979 pour l'autoriser en carburant, aujourd'hui dénommé GPL-c (« c » pour « carburant »).
Il réduit de 25 % l'émission de CO2 en comparaison avec un moteur essence classique, ne produit que très peu d'oxyde d'azote (NOx)[Les NOx sont liés à la chaleur de combustion ?![réf. nécessaire] et sa combustion ne produit aucune particule contrairement au moteur essence ou a fortiori Diesel (même équipé de filtre). Il reste pour l'instant le carburant fossile le plus « propre ». Les techniques automobiles de carburation au GPL ont largement évolué. Le GPL s'installe toujours sur un véhicule à essence et il est nécessaire de démarrer le véhicule sur cette source d'énergie. La bascule vers le gaz s'effectue après la montée en température du moteur fonctionnant à l'essence.
Par ordre chronologique on distingue :
- la technique par aspiration, qui consiste à aspirer le gaz depuis le réservoir et à l'amener dans un vapo-détendeur réglé manuellement qui alimente les soupapes. Cette technique s'applique aux véhicules à carburateur ou à injection non catalysés. Son rendement est mauvais : surconsommation importante pouvant atteindre 30 % par rapport à l'essence et perte de puissance significative ;
- la technique d'injection en phase gazeuse « Full Group » amène le gaz en pression au plus près des soupapes, toujours à travers un vapo-détendeur. L'électronique entre en jeu puisqu'un calculateur dose la quantité de vapeur à injecter dans le collecteur. Elle peut équiper des véhicules à injection non catalysée ;
- la technique de l'injection séquentielle en phase gazeuse est une amélioration sensible de la précédente : chaque injecteur est piloté séparément pour doser la quantité de gaz à injecter dans chaque cylindre, en se calquant sur la consommation d'essence. Elle a permis de réduire sensiblement les effets de surconsommation (de 15 à 20 % de surconsommation) et de limiter largement la perte de puissance ;
- l'injection liquide (dernière innovation de pointe pour le GPL) diffère radicalement des précédentes : le « gaz » est ici injecté directement sous forme liquide et sous très haute pression dans la pipe d'admission de l'essence, qui subit une modification destinée à l'adapter (notamment parce que la température de combustion du GPL est supérieure à celle de l'essence). Cette forme d'admission du carburant GPL peut s'assimiler au principe du « common rail » des injections directes en technologie Diesel. Un calculateur dose la quantité de gaz liquide injecté en copiant fidèlement la cartographie du calculateur d'injection essence. Malgré son surcoût comparé à l'injection gazeuse, cette technique présente d'importants avantages : écologique (réduction encore supérieure des émissions de CO2 et de CO), aucune perte de puissance voire un léger gain, surconsommation réduite (de l'ordre de 12 % en moyenne par rapport à l'essence, ce qui est une donnée physique inévitable étant donné le pouvoir énergétique moindre du GPL par unité de volume comparativement à l'essence). Cette technique pourrait ne pas être favorisée en France, en raison de l'absence d'incitations fiscales.

### GNV
Le GNV (Gaz Naturel pour Véhicule), est composé de 90 % de méthane (CH4). Sa combustion ne produit ni oxyde de soufre, ni plomb, ni poussières, ni fumées noires et peu d'oxyde d'azote et de monoxyde de carbone. C'est aussi un produit des compagnies pétrolières, qui ne perdent rien à le substituer à l'essence ou au gazole. Le biogaz étant lui aussi du méthane pourrait parfaitement être utilisé à la place du GNV mais les filières de production font défaut pour l'utiliser dans les transports.

#### Utilisation dans les transports
Le GNV est essentiellement utilisé pour les autobus (en France près de 1 400 bus roulent au GNV en 2009) et dans une moindre mesure pour les bennes à ordures. L'usage du GNV est assez répandu, comptant plus 4 millions de véhicules dans le monde, en Argentine et en Italie notamment.
Les moteurs au GNV présentent de bonnes performances environnementales, Les émissions de substances nocives sont particulièrement faibles à l'exception des émissions de composés organiques volatils qui sont supérieures à celles du diesel. Les émissions de CO2 sont sensiblement inférieures mais en restent toutefois assez proches. Le GNV comme le GPL pourraient voir leurs performances s'améliorer considérablement avec un moteur spécifiquement conçu pour ces carburants.
Outre cette réduction directe des émissions polluantes, la distribution du GNV entraîne d'autres réductions. Alors que les stations classiques doivent être alimentées régulièrement par voie routière ce qui entraîne l'encombrement des villes et signifie donc encore plus de pollution, une station délivrant du gaz naturel est directement reliée au réseau de distribution de gaz de ville.
Toutefois, le méthane composant 90 % du GNV est également un puissant gaz à effet de serre à vie courte considéré comme étant 63 fois plus nuisible sur 20 ans que le CO2. Il faudrait donc, pour prendre la mesure de la contribution du GNV à l'augmentation de l'effet de serre, prendre en compte toute la filière, de l'extraction à la combustion et comptabiliser les pertes de gaz. Il est donc possible qu'en termes d'effet de serre et en l'état des techniques et de la filière, le GNV présente des performances inférieures à celles du gazole.
Les réserves mondiales de GNV sont plus abondantes et moins concentrées que celles du pétrole ce qui assure un prix et un approvisionnement plus stables. Le prix du GNV est en outre inférieur à celui du gazole.

#### Avantages et inconvénients techniques
Les principales raisons pour choisir les bus au gaz sont :
- moins polluants, les bus au GNV sont aussi plus silencieux que les autres bus (−5 à −8 décibels) ;
- le GNV réduit également les vibrations des véhicules, améliorant ainsi le confort des passagers et des conducteurs ;
- le GNV est excellent pour la durée de vie du moteur qui présente un fonctionnement particulièrement souple qui réduit l'usure des véhicules.
- le GNV démarre à toutes les températures sans surconsommation quand il tourne à froid ;

Les bus avec une motorisation adaptée possèdent des réservoirs en toiture gonflés à 200 bars qui leur offrent une autonomie de 400 km ;
- le GNV est plus léger que l'air, en cas de fuite, la dispersion du gaz se fait sans difficulté sauf dans les milieux clos ou mal ventilés. Le GNV est difficile à enflammer (540 °C contre 235 °C pour le gazole). Le risque principal est dû aux hautes pressions (> 200 bar) du réservoir du véhicule et de la station d'emplissage contrairement au GPL qui est stocké entre 2 et 10 bar.

Les moteurs actuels au GNV utilisent le cycle de Beau de Rochas et non pas le cycle Diesel, ce qui leur est défavorable en termes de rendement, donc en termes d'émission de CO2.

## Vecteurs énergétiques

### Air comprimé
Mis à part les tramways de la fin du XIXe siècle, les véhicules à air comprimé restent pour l'instant des prototypes qui n'ont pas pu être évalués indépendamment des tests de leurs constructeurs. De conception originale, ils annoncent une autonomie théorique de l'ordre de 200 km et une vitesse de pointe de 110 km/h[réf. nécessaire]. L'air comprimé est alors le vecteur d'une énergie électrique conventionnelle, elle-même produite par des sources d'énergie primaire : énergies nucléaire, thermique, hydro-électrique, éolienne ou photovoltaïque ; le réservoir d'air comprimé permet de stocker cette énergie électrique. Dans l'avenir, il pourrait être possible de remplacer les turbines des centrales fournissant de l'électricité par des compresseurs produisant directement de l'air comprimé, sans passer par l'intermédiaire « électrique ». L'avantage de cette technologie par rapport à une voiture électrique est, entre autres, de résoudre les problèmes de poids, de vieillissement et du recyclage des batteries électro-chimiques.

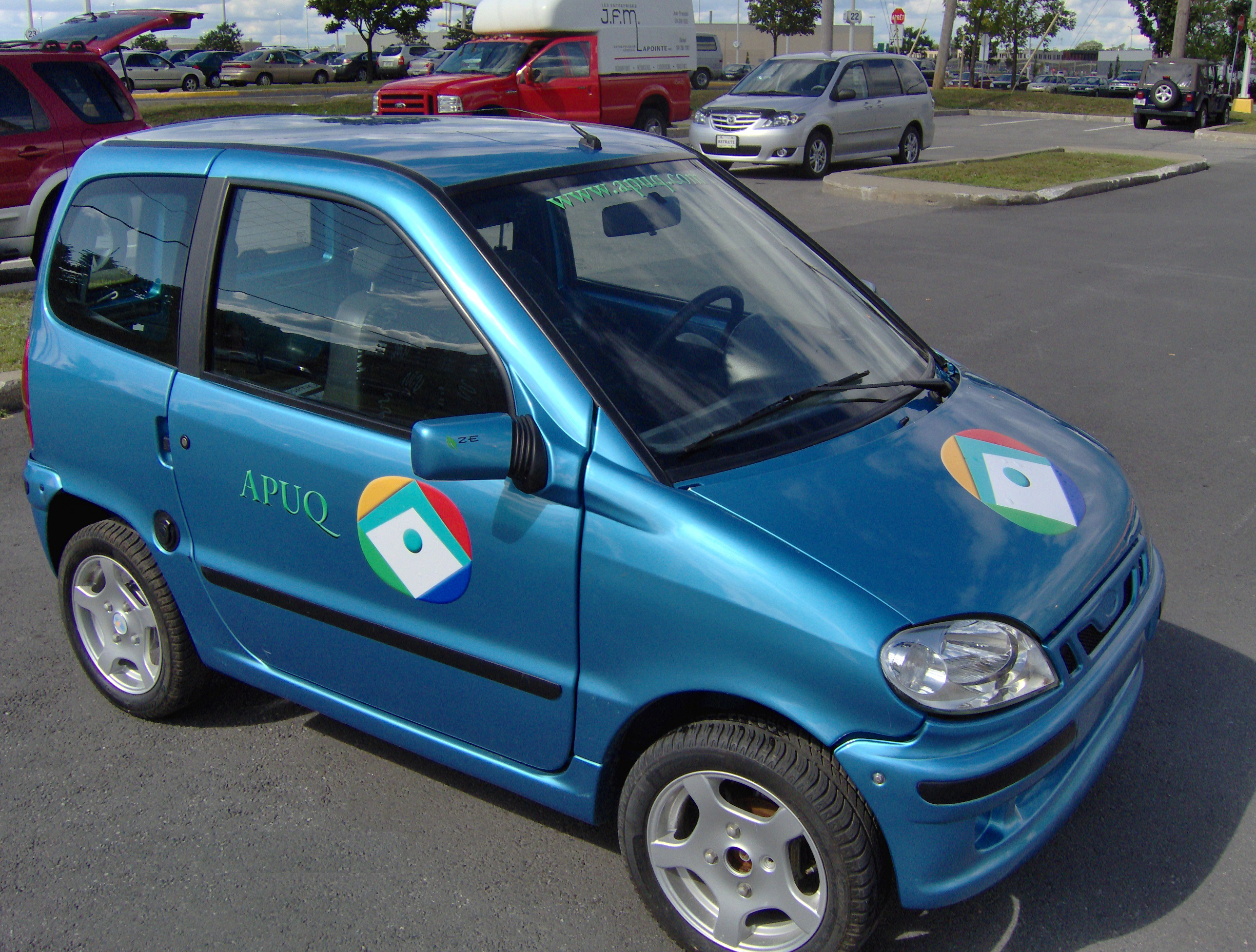
La voiture pneumatique « zéro pollution » de l'APUQ.

Au Québec, l'APUQ (Association de promotion des usages de la quasiturbine) a proposé en 2004 une première intégration pneumatique d'un moteur rotatif Quasiturbine sur un karting. En juin 2009, lors d'un rassemblement sur les véhicules écologiques, l'APUQ dévoilait une petite voiture pneumatique équipée cette fois d'une Quasiturbine QT5LSC. Ces prototypes n'ont pas la prétention d'être commercialisés, mais constituent une première base d'intégration pneumatique en développement.

#### Hybride à air comprimé
Une application franco-allemande, collaboration PSA/Bosch, est l'« HYbrid Air », qui a tenté de redonner un « souffle » à ce secteur technologique de niche et dont la commercialisation devait démarrer en 2016. À la différente des principes précités, l'azote est comprimé par récupération d'énergie cinétique du véhicule, lors des phases de décélération et de freinage, et stocké dans une bonbonne située sous l'habitacle. Un moteur hydraulique est ainsi couplé à un moteur essence classique. Ce système hybride devait permettre de réduire la consommation de 45 % en milieu urbain.
En janvier 2015, PSA annonce l'abandon des travaux sur l'« HYbrid Air ».

### Véhicules électriques
Les voitures électriques ne peuvent pas être considérées comme des véhicules « propres ». Convoqués par le Jury de déontologie publicitaire sur saisine de l'Observatoire du nucléaire, les principaux constructeurs de voitures électriques (Renault, Citroën, Opel, Bolloré, Nissan) ont reconnu en août 2013 qu'ils ne pouvaient prétendre que ces véhicules étaient « propres » ou « écologiques ».
Dans un rapport publié en 2016, l'ADEME écrit : « La voiture électrique consomme moins d'énergie que la voiture thermique [essence, diesel, ndlr] car sa chaîne de traction présente un excellent rendement énergétique. Malgré cela, sur l’ensemble de son cycle de vie, la consommation énergétique d’un véhicule électrique est globalement proche de celle d’un véhicule Diesel. » Cela s'explique par le fait qu'il faut deux fois plus d'énergie pour construire (matière première, transport des pièces détachées, assemblage) une voiture électrique qu'une voiture thermique, principalement à cause de la fabrication des batteries,.
Du point de vue des émissions de gaz à effet de serre seules, une étude de 2017 menée par Transport et Environnement et portant sur les effets climatiques, publiée par des chercheurs de l'université de Bruxelles, estime que, sur l'ensemble de son cycle de vie, les émissions de CO2 d'une voiture électrique sont, en moyenne européenne, inférieures de 55 % à celles d'un véhicule Diesel. Ce ratio dépend beaucoup des sources de la production de l'électricité (voir les chapitres précédents) et de la durée de vie globale du véhicule. En Belgique, le gain d'émissions apporté par la voiture électrique est de 65 %, en France où l'électricité est peu carbonée, de 80 %, et en Suède de 85 %.
Les véhicules électriques fonctionnent sur apport continu de courant ou sur batteries rechargeables. L'apport continu de courant est réservé aux transports en commun en site propre et transports de marchandises en site propre (train (passagers et fret), trolleybus, tramway, métro). Pour les autres types de transport (transport collectif ou de marchandise hors site propre, transport individuel), une solution de stockage d'énergie est nécessaire, comme les batteries rechargeables ou l'hydrogène avec une pile à combustible.
Les batteries modernes (Li-ion, Li-polymère, etc.) autorisent aujourd'hui une vitesse et une autonomie convenables pour un usage urbain et péri-urbain. En sont ainsi équipés des véhicules électriques affectés à la fonction de transport en commun (bus et minibus électriques) dans les milieux (péri-)urbains, voire la fonction de transport de marchandises (fret) pour l'étape de la livraison dite du dernier kilomètre faisant appel à des véhicules utilitaires (comme le Maxity électrique).

#### Avantages
Les avantages principaux du véhicule électrique sont :
- le faible entretien : les moteurs électriques ont peu de pannes et l'ensemble du véhicule est plus simple, avec beaucoup moins de pièces en mouvement ;
- l'absence locale de pollution et d'émission de dioxyde de carbone lors de l'utilisation (ces pollutions et émissions de gaz à effet de serre sont délocalisées sur les sites de production de l'électricité) ;
- un faible bruit ;
- un meilleur rendement énergétique du moteur ;
- une facture énergétique très faible : de l'ordre de 3 € pour un « plein » pour une voiture avec batteries (ex. : batterie de 24 kWh de la Nissan LEAF et un coût du kilowatt-heure en France d'environ 12 c€ (avec un contrat EDF « Tarif Bleu ordinaire »)). Le coût au kilomètre peut ainsi être estimé à 1,8 c€, contre au minimum 6 c€ pour une petite voiture Diesel, ou 8 c€ pour une citadine essence et environ 30 c€ pour le « plein » d'un vélo à assistance électrique[réf. nécessaire] ;
- la perspective de mieux gérer la ressource en électricité grâce à la mise en réseau des voitures électriques lorsqu'elles sont branchées sur le secteur : l'électricité emmagasinée dans leurs batteries peut être appelée en cas de besoin pour absorber les pointes de consommation. Inversement, lorsque le réseau est excédentaire, l'électricité est stockée dans les batteries des voitures : c'est le concept de réseau intelligent (ou smart grid) qui est actuellement testé dans plusieurs pays, dont le Japon.

#### Inconvénients
Les principaux inconvénients du véhicule électrique doté de batteries sont :
- en cas de généralisation, la nécessité d'augmenter les ressources électriques ou de mieux répartir la consommation d'électricité du pays : par exemple en reportant l'utilisation d'électricité pour le chauffage des bâtiments, inefficace et source de gaspillage, sur l'utilisation d'autres énergies (biomasse, géothermie, etc.) et en rechargeant les véhicules électriques durant la nuit, aux heures creuses, car il faudrait utiliser plus rationnellement la capacité existante de production électrique. Pour éviter d'accroître la pollution due à la production d'électricité, il faudrait aussi investir dans le développement des énergies renouvelables ;
- le prix d'achat, supérieur à celui d'un véhicule ordinaire de taille comparable, sauf lorsque la batterie est exclue du prix d'achat et proposée à la location[36] ;
- l'autonomie inférieure des voitures électriques (souvent moins de 400 km) face aux voitures thermiques (autour de 600 km), qui les destine plutôt à une utilisation urbaine, péri-urbaine ou rurale à rayon d'action moyen (qui représente plus de 80 % de l'utilisation par les conducteurs français) ;
- le temps de recharge : six à huit heures sur une prise classique 220 V / 16 A. Mais la généralisation de bornes publiques de recharge rapide, permet de réduire ce temps à trente minutes.

On fonde aussi des espoirs sur les supercondensateurs ayant une densité d'énergie supérieure à 30 Wh/kg et une usure quasi inexistante, qui peuvent servir en appoint des batteries conventionnelles. La Lamborghini Sián est la première automobile équipée en 2019 de supercondensateurs, mais à un coût prohibitif.

#### Autonomie
Le problème de l'autonomie des véhicules électriques ne se pose pas pour les véhicules sans batterie embarquée (train et autres transports en commun en site propre), il est également moins gênant sur les véhicules électriques à charge embarquée roulant à faible vitesse, comme le vélomoteur électrique, ou le vélo à assistance électrique, car ceux-ci consomment peu d'électricité au kilomètre (comparé à une voiture électrique), et sont essentiellement destinés à un usage urbain ou périurbain.

### Véhicules hybrides rechargeables
Les véhicules hybrides rechargeables constituent une solution intermédiaire entre les véhicules à essence, Diesel ou hybrides d'un côté et les véhicules électriques de l'autre. Ils permettent d'utiliser un véhicule au quotidien en mode électrique en le rechargeant sur une prise de courant tout en continuant à l'utiliser en mode thermique pour les trajets plus longs. Ils présentent toutefois un inconvénient majeur pour l'usager, qui est de devoir remplir deux formes de stockage pour fonctionner : la batterie et le réservoir d'essence.
Un véhicule hybride rechargeable partage les caractéristiques d'un véhicule hybride simple équipé d'une batterie de traction de plus grande capacité et la possibilité de recharger cette batterie, soit de manière externe (« Plug-in Hybrid Electric Vehicle », PHEV), la batterie étant alors rechargée sur le réseau électrique conventionnel à différents types de points de charge (au domicile, au travail, dans des parkings publics, en voirie, dans des stations service, etc.), soit de manière embarquée (« Extended Range Electric Vehicles », EREV), au moyen d'un moteur à essence réduit qui ne fonctionne que lorsque la batterie a besoin d'être rechargée et est à l'arrêt le reste du temps.

### Véhicules utilisant l'hydrogène

#### Carburant
Un règlement européen a été voté en septembre 2008 visant à harmoniser les normes techniques relatives aux voitures à hydrogène dans l'ensemble du marché commun. Le commerce, l'homologation et la diffusion des voitures et autres véhicules jugés plus propres (sous réserve que la filière de production d'hydrogène le soit aussi) devraient en être facilités. Selon l'UE, « les constructeurs automobiles devraient économiser 124 millions d'euros en frais de réception » mais ils devront identifier ces voitures pour alerter les services de secours en cas d'accidents. Ces voitures pourraient représenter 5 % du parc européen en 2020 selon le Parlement.

#### Pile à combustible
Choisir une source d'énergie alternative au pétrole répond au double impératif de la pollution et de la raréfaction annoncée des énergies fossiles. L'application de cette nouvelle source d'énergie aux transports rajoute un impératif de dimension et de sécurité. La pile à combustible fonctionnant à partir de l'hydrogène semble constituer la piste privilégiée des pouvoirs publics pour l'avenir, en Europe mais également partout ailleurs dans le monde. Une pile à combustible est un appareil produisant un courant électrique à partir d'une réaction chimique, généralement entre l'hydrogène et l'oxygène contenu dans l'air.
Le fonctionnement d'une telle pile est particulièrement propre puisqu'il ne produit que de l'eau. Les piles à combustible sont aujourd'hui très onéreuses, notamment parce qu'elles nécessitent des quantités non négligeables de platine.
L'hydrogène nécessaire au fonctionnement des piles à combustible peut également être utilisé dans un moteur à combustion interne conventionnel mais il est considéré plus efficace de l'utiliser comme moyen de stockage de l'énergie que comme combustible. Toutefois, l'hydrogène est particulièrement difficile à stocker, tous les réservoirs étant poreux par rapport à cette molécule. Pour limiter les fuites et les problèmes, il faut procéder à une liaison chimique (par exemple en méthane ou avec des hydrures métalliques) et libérer l'hydrogène juste avant utilisation. En octobre 2005, Amnon Yogev ancien professeur de l'institut Weizmann annonce avoir trouvé une méthode pour produire un flux d'hydrogène à partir d'eau en utilisant du magnésium ou de l'aluminium. Le système n'a pas encore été montré au public et semble relativement lourd (100 kg). Cependant si cette nouvelle méthode est confirmée, elle pourrait permettre d'éviter les problèmes liés au stockage de l'hydrogène.

#### Bilan écologique
Si la propreté des piles à combustible elles-mêmes est exemplaire, la production de l'hydrogène nécessaire à leur fonctionnement est quant à elle plus problématique. Il existe actuellement deux possibilités pour produire de l'hydrogène, l'une consiste à l'extraire du gaz ou du charbon (technique mise au point par l'ENEL à Pise), l'autre à électrolyser l'eau. La première méthode produit du CO2 et contribue donc à l'effet de serre, à moins de capturer ce carbone. La seconde méthode nécessite de l'électricité dont la production ne doit pas elle-même produire du CO2. On pense notamment aux énergies renouvelables qui trouveraient dans l'hydrogène un moyen de stocker leur production d'énergie nécessairement irrégulière. Plusieurs projets ont ainsi vu le jour, le Japon envisage une station offshore portant une éolienne géante, un système espagnol convertit le mouvement des vagues en énergie, une tour solaire d'un kilomètre en Australie est en projet. Harry Braun du Hydrogen Political Action Committee estime qu'il faudrait 12 millions d'éoliennes d'un mégawatt pour assurer la production, par l'hydrogène, de la consommation énergétique des États-Unis.
Des recherches récentes[Lesquelles ?] du California Institute of Technology tendent à montrer que l'hydrogène lâché dans l'air devrait avoir un effet particulièrement néfaste sur la couche d'ozone ; d'autres équipes de recherche font valoir des résultats moins catastrophiques, la question reste en débat. Il existe toutefois la crainte que de simples fuites inévitables dans un réseau de distribution de l'hydrogène n'aient des conséquences désastreuses sur l'environnement. Une troisième solution tirerait parti des projets de centrale nucléaire à haute température de fonctionnement, qui permettraient de générer de l'hydrogène directement. Ces centrales, appelées par leur type de réacteur : Réacteur Haute Température, utiliseraient de l'hélium comme fluide caloporteur et du graphite pour diffuser la chaleur. La dissociation de l'eau en ses composants se fait naturellement à température élevée.
Des méthodes plus propres pour produire de l'hydrogène sont régulièrement proposées. Un procédé d'oxydation d'un mélange en poids de 80 % d'aluminium et de 20 % de gallium dû à Jerry Woodall permettrait à un véhicule équipé d'une pile à combustible embarquant 80 kg d'un mélange d'eau et de cet alliage roulant à 100 km/h de parcourir 560 km pour un coût trois fois moins cher qu'avec la quantité d'essence nécessaire d'un poids équivalent[réf. incomplète].

#### Politiques énergétiques
La commission européenne de recherche sur l'énergie prend des positions particulièrement marquées en faveur de l'hydrogène et des piles à combustible. Le projet CUTE introduisant des autobus à l'hydrogène dans neuf villes Européennes est d'ores et déjà en marche.
Dans la foulée, PSA mise également sur ce duo. Il envisage à moyen terme de produire des véhicules hybrides électriques recevant une pile à combustible comme source d'énergie complémentaire. Il envisage ensuite de passer à l'horizon 2010-2020 à des véhicules dont la source principale sera une pile à combustible équipée d'un reformateur produisant l'hydrogène à partir du bioéthanol ou d'essence de synthèse. À partir de 2020, considérant que les circuits de distribution de l'hydrogène seront en place, PSA projette de construire des véhicules fonctionnant grâce à une pile à combustible alimentée par les seules réserves d'hydrogène embarquées.[réf. nécessaire]
Le Japon, leader mondial des véhicules à pile à combustible, marque également une très forte volonté dans les transports propres et plus particulièrement pour l'utilisation de l'hydrogène. La politique japonaise, très en pointe, est résolument tournée vers l'action, les véhicules hybrides à essence étant déjà largement favorisés. Le Japon met en place à titre expérimental des stations de distribution de l'hydrogène pour une flotte de véhicules dotés de piles à combustible à l'essai. Le Japan automobile research institute et le Japan electric vehicule association travaillent conjointement à produire une proposition de norme sur la pureté de l'hydrogène comme carburant pour les véhicules propulsés par une pile à combustible.
Les États-Unis mènent des recherches équivalentes au travers notamment du programme freedom CAR, Cooperative automotive research visant à construire des véhicules hydrogène/pile à combustible. Le Canada se distingue également avec un institut de recherche sur l'hydrogène et des tests grandeur nature à Vancouver. Le Canada et sa capacité de production hydroélectrique sont particulièrement bien placés pour faire de l'hydrogène propre.
Un accord de coopération entre l'Union Européenne et les États-Unis sur la technologie des piles à combustible vient d'être signé[Quand ?], montrant ainsi leur convergence de vue sur l'avenir de l'énergie dans les transports.

#### Économie hydrogène
L'hydrogène n'est pas une source d'énergie (le dihydrogène, de forme H2, ne se trouve pas dans la nature), ce n'est qu'un vecteur énergétique, un moyen de transporter de l'énergie qu'il faut produire, par exemple par la filière nucléaire, les carburants fossiles ou les énergies renouvelables. L'idée de transition d'une économie du pétrole vers une économie de l'hydrogène est un thème récurrent. Un choix si important pour des technologies encore en développement implique en effet des modifications importantes du schéma de distribution.
Jeremy Rifkin, auteur de « L'économie hydrogène », remarque que la production n'est plus dépendante de certaines régions du monde. Elle peut être éparpillée, décentralisée, produite localement, ce qui serait alors un changement radical en termes de fonctionnement économique qui demande une sérieuse adaptation de la part des géants de l'énergie. Certes l'utilisation des énergies renouvelables permet d'accéder à l'indépendance énergétique et le choix de l'hydrogène comme moyen de stockage pourrait permettre de tirer parti de ces sources à la production erratique.

#### Critiques

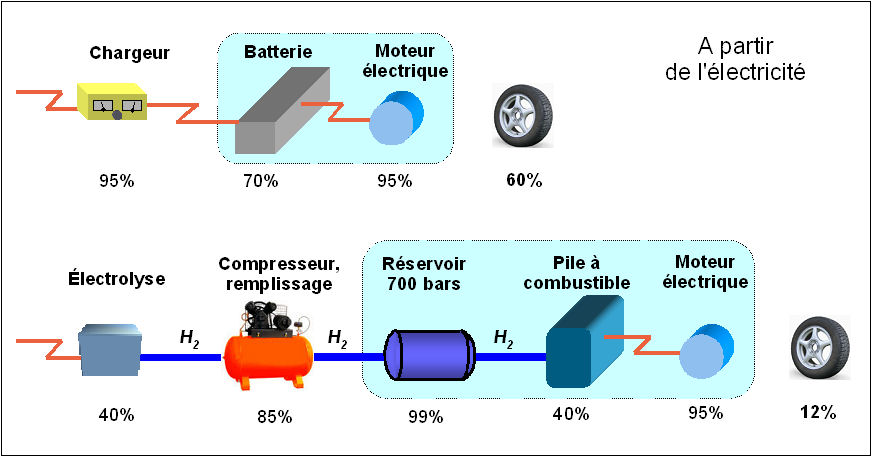
Efficacité comparée.

Un problème vient de la finesse de la molécule d'hydrogène : elle est tellement fine qu'elle passe à travers la plupart des métaux utilisés pour les réservoirs. Dans une économie « hydrogène », 10 % de l'hydrogène serait ainsi perdu. Le débat sur la sécurité est intéressant mais avant que l'hydrogène « propre », donc produit à partir d'électricité renouvelable (seul procédé industrialisé aujourd'hui), soit pertinent pour l'utilisation dans des véhicules automobiles face au banal stockage dans des accumulateurs, il devra faire face au dilemme actuel sur son efficacité énergétique, illustré par la figure ci-contre.
On devra ensuite diviser par dix le coût de l'ensemble réservoir plus pile à combustible puis quadriller le territoire de postes d'électrolyse, de stockage et de remplissage sous pression (700 bars), ensemble beaucoup plus complexe qu'une station-service actuelle. Ensuite, seulement viendra le problème de la sécurité qui est probablement le plus simple à résoudre (cf. les véhicules au GPL). Données recueillies par le projet de recherche européen StorHy.

## Incitations étatiques

### Union européenne
L'Union européenne fixe des objectifs de réduction des émissions de CO2 par les voitures particulières neuves et pour les camions :
- l'objectif pour 2015 pour les voitures particulières neuves est un niveau moyen d'émissions de 130 gCO2/km ; des pénalités sont prévues pour les constructeurs qui ne respecteraient pas cet objectif[43] ;
- pour les véhicules utilitaires légers neufs, l'objectif est un niveau moyen d'émissions de CO2 de 175 gCO2/km en 2017[44] ;
- l'objectif pour 2020 est un niveau moyen d'émissions de 95 gCO2/km, avec des dérogations pour les constructeurs produisant moins de 1 000 véhicules par an[45] ;
- pour les véhicules utilitaires légers neufs, l'objectif 2020 est un niveau d’émissions moyen de 147 gCO2/km[46].

L'Agence européenne de l'environnement a publié en octobre 2014 un rapport constatant que l'efficacité énergétique des moteurs des voitures des constructeurs européens s'est améliorée avec un gain de 14 % entre les nouveaux modèles de 2010 et ceux de 2013 ; pour les camions, le gain n'est que de 4 %. Le niveau moyen d'émissions des voitures vendues en 2013 était de 126,7 gCO2/km, déjà en dessous de l'objectif 2015 de 130 gCO2/km, et pour les camions : 173,3 gCO2/km, déjà en dessous de l'objectif 2017 de 175 gCO2/km. Sur 84 constructeurs européens, 55 (représentant 99 % des immatriculations) ont atteint leur objectif 2013. En 2010, les constructeurs les moins émissifs étaient Toyota et Fiat, en 2013 c'est Renault qui est en tête, suivi par Toyota, Peugeot et Citroen.
Ces annonces optimistes sont remises en cause par l'enquête publiée en novembre 2014 par l'institut Transport et Environnement, qui fédère 45 associations environnementales en Europe, mettant en évidence le décalage de plus en plus élevé entre les consommations affichées des voitures et celles enregistrées dans la réalité : les voitures neuves particulières vendues en 2013 affichent une consommation sur route 31 % plus élevée que celle mesurée en laboratoire lors des tests d'homologation des constructeurs, alors qu'en 2001 le décalage n'était que de 7 % ; ce décalage atteint même 38 % pour Mercedes et Audi. Cette étude met le doigt sur l'archaïsme des modes de calcul des consommations selon la réglementation Nouveau cycle européen de conduite (NEDC), qui date des années 1990. Des négociations sont en cours à Bruxelles afin d'instaurer un nouveau mode de calcul, baptisé « WLTP », qui se veut plus proche des conditions réelles.

### France
En France, en 2010/2011, la loi accorde un bonus écologique de 2 000 € lors de l'immatriculation de véhicules neufs qu'elle considère comme propres à condition qu'il s'agisse d'un véhicule automobile terrestre à moteur dont la conduite nécessite la possession d'un permis de conduire et qui remplisse l'une des conditions suivantes :
- fonctionne au gaz de pétrole liquéfié (GPL), exclusivement ou non (bonus accordé jusqu'à fin mars 2011) ;
- fonctionne au gaz naturel véhicule (GNV) exclusivement ou non (bonus accordé jusqu'à fin mars 2011) ;
- est un hybride énergie électrique et carburant fossile conventionnel (essence ou à gazole).

Les émissions de CO2 de ces véhicules doivent aussi être inférieures à une limite maximale réévaluée chaque année et que des bonus de plus faibles valeurs (150 € en 2014) sont aussi accordés à des véhicules à moteurs thermiques ayant de faibles émissions de CO2.
Cette définition légale demeure contestée, en particulier le mode d'évaluation des émissions de CO2, qui reste très éloigné des conditions réelles[réf. nécessaire]. Le terme « véhicule propre » recouvre des réalités et des problématiques disparates mais n'en demeure pas moins usité.
En 2012, le gouvernement Ayrault a fixé un objectif de consommation de carburant de deux litres aux 100 km ; les constructeurs français doivent proposer à leurs clients, à l'horizon 2025, une berline du segment B, celui des Clio et 208, n'émettant pas plus de 50 g/km de CO2, pour un prix compris entre 15 000 et 20 000 € ; pour y parvenir, une « plateforme de la filière automobile française » a été créée, dont le financement sera partiellement assuré par l'Ademe à travers son programme « véhicule du futur » doté d'un budget de 920 millions d'euros.
Au Mondial de l'Auto 2014, les constructeurs ont présenté leurs concept-cars conformes au cahier de charge du projet « 2 l/100 km » :
- Peugeot-Citroën : les modèles Peugeot 208 Hybrid Air et  Citroën C4 Cactus AirFlow atteignent les 2 l/100 km grâce à la technologie Hybrid Air (hybride essence-air comprimé) qui associe un petit moteur à essence à trois cylindres de 82 ch et un ensemble moteur-pompe hydraulique installé sur la transmission et relié à un réservoir d’air comprimé, ce qui réduit la consommation de 40 à 45 % en conduite urbaine ; le poids du véhicule a été allégé de 100 kg par l'utilisation d'aluminium et de matériaux composites ; le concept C4 Cactus AirFlow est repassé entre les mains des designers pour lui apporter 20 % de gain aérodynamique[réf. nécessaire] ;
- Renault : le concept Eolab atteindrait une consommation de 1 l/100 km, grâce à la technologie hybride rechargeable ; l’Eolab est dotée d’un moteur essence de 75 ch, associé à un petit moteur électrique situé dans le logement de l’embrayage ; ce modèle peut rouler en mode zéro émission durant 60 km et afficher une vitesse de 120 km/h ; cette autonomie devrait permettre à son conducteur de réaliser l’ensemble de ses trajets quotidiens durant une semaine en mode 100 % électrique, le moteur à essence étant mis à contribution pour les trajets de plus de 60 km ; les émissions moyennes seraient réduites à 22 gCO2/km. Le poids de la voiture a été réduit de 400 kg par rapport à une Clio, grâce à l'utilisation d'aluminium et de magnésium, mais batteries et moteur rajoutent 150 kg ; un gain aérodynamique de 1,2 l/100 km a été réalisé[réf. nécessaire].